# Talcusita
La talcusita és un mineral de la classe dels sulfurs que pertany al grup de la bukovita. Rep el seu nom de la seva composició química: tal·li i coure.

## Característiques
La talcusita és un sulfur de fórmula química Tl₂Cu₃FeS₄, que va ser aprovada per l'Associació Mineralògica Internacional l'any 1975. Cristal·litza en el sistema tetragonal. Es troba en forma de cristalls aplanats, d'aproximadament 1 mm; més comunament com a grans. La seva duresa a l'escala de Mohs oscil·la entre 2,5 i 3. Va ser descoberta l'any 1975 a la mina Mayak, al dipòsit de coure i níquel de Talnakh, a Norilsk (Taimíria, Rússia).
Segons la classificació de Nickel-Strunz, la talcusita pertany a «02.BD: Sulfurs metàl·lics, M:S > 1:1 (principalment 2:1), amb Hg, Tl» juntament amb els següents minerals: imiterita, gortdrumita, balcanita, danielsita, donharrisita, carlinita, bukovita, murunskita, rohaïta, calcotal·lita, sabatierita, crookesita i brodtkorbita.